# Артур Балфор
Артур Балфор (енгл. Arthur James Balfour, 1st Earl of Balfour; Витингем, 25. јул 1848 — Вокинг, 19. март 1930) био је енглески државник и политичар из Конзервативне партије, премијер 1902–1905.

## Биографија
Балфор је рођен у Шкотској као најстарији син у породици. Име је добио по куму Артуру Велслију, војводи од Велингтона. Студирао је хуманистичке науке на универзитету Кембриџ.
Године 1874. је као Конзервативац изабран за члана Парламента као представник грофовије Хартфордшир на годину дана. 1878. године је постао приватни секретар код свог ујака, лорда Солсберија.
Као министар за Ирску у периоду од 1887. године до 1891. године, Балфор се противио њеној самоуправи. У Ирској је добио надимак „крвави Балфор“ због суровости према побуњеницима. Постао је премијер 1902. године и установио је национални систем средњошколског образовања. Образовао је Комитет за одбрану Империје 1904. године и помогао оснивање "Срдачне Антанте" (Entente Cordiale) с Француском. Балфор је поднео оставку у децембру 1905. године, после поделе кабинета око укидања слободне трговине, а затим је био сведок пораза торијеваца на општим изборима 1906. године.
Године 1915. је ушао у коалициону владу Херберта Асквита као први лорд адмиралитета, а 1916. постао министар спољних послова у новој коалицији, на челу са Дејвидом Лојдом Џорџом. На том положају Балфор ће остати упамћен по Балфоровој декларацији која подржава идеју о Палестини као домовини Јевреја.
Помогао је у проглашењу Версајског мира и одиграо важну улогу у одређивању граница у Европи после Првог светског рата.
Балфор је умро 19. марта 1930. године. На његов захтев, јавна сахрана није била одржана, а он је сахрањен у кругу породице у селу Витингем у Шкотској. Церемонију сахране је обавила црква Шкотске, иако је припадао и Енглеској цркви.
На основу његове посебне жеље, титула грофа је прешла на његовог брата Џералда.

### Балфорова декларација
Балфорова декларација је британска декларација издата 2. новембра 1917. године. У декларацији се подржава идеја о Палестини као домовини Јевреја. Написана је у виду писма упућеног лорду Ротшилду, истакнутом ционисти. У њој се обећава британска помоћ јеврејском народу под условом да поштују права нејеврејских етничких група у Палестини. Документ декларације постао је изузетно значајан за ционистички покрет, јер је представљао својеврсну повељу на коју се почео одлучно позивати и користити је.
Поред финансијске подршке коју је добио од ционистичких кругова, Балфор је имао и других мотива за издавање декларације, међу којима се истиче чињеница да су крајем 19. века јеврејске избеглице из источне Европе преплавиле Европу у којој нису баш радо примане. На лондонским улицама организоване су честе демонстрације против Јевреја, а било је и сукоба. Арапи из Палестине сматрали су да Декларација крши бројна обећања која су им дата, а британска влада је 1939. године одустала од принципа Декларације.